# Матрица: Перезагрузка
«Матрица: Перезагрузка» (англ. The Matrix Reloaded) — американский научно-фантастический боевик 2003 года, являющийся продолжением фильма «Матрица». Главные роли исполнили Киану Ривз, Лоренс Фишберн, Керри-Энн Мосс, Хьюго Уивинг и Глория Фостер, повторившие свои роли из предыдущего фильма, а также впервые появившаяся в актёрском составе Джада Пинкетт-Смит. Снят братьями Вачовски по собственному сценарию и спродюсирован Джоэлом Сильвером. Повествует о продолжении пути Нео в роли Избранного, который способен управлять виртуальным миром под названием «Матрица».
Выход в кинопрокат в США состоялся 15 мая 2003 года, в России — 22 мая. В ноябре того же года на экраны вышло продолжение — «Матрица: Революция». Фильм стал последней работой Глории Фостер, которая умерла от диабета во время съёмок в сентябре 2001 года.

## Сюжет
После событий первого фильма прошло полгода. Повстанцы узнают страшную весть: машины копают землю, чтобы добраться до Зиона — единственного города людей. Командор Лок приказывает всем кораблям вернуться в город, чтобы приготовиться к защите. Однако Морфеус, капитан корабля «Навуходоносор», не выполняет приказ, веря, что Пифия скоро свяжется с Нео, чтобы рассказать оставшуюся часть пророчества.
Но «Навуходоносору» требуется подзарядка, и Морфеус вынужден вернуться в Зион, оставив другой корабль на связи с Пифией. Капитан этого корабля получает сообщение от Пифии, но во время выхода из Матрицы на одного из членов команды, Бэйна, нападает агент Смит и превращает его в одного из своих репликантов. Таким образом, Смит в образе Бэйна попадает в реальный мир.
Нео снятся кошмары о гибели Тринити, которую он очень боится потерять. Морфеус лично предупреждает жителей Зиона о приближающейся опасности нападения машин. Нео получает сообщение от Пифии, и Морфеус немедленно покидает Зион без разрешения командора Лока. Нео входит в Матрицу для встречи с Пифией. Он встречает Серафа, охранника Пифии, с которым ему приходится сражаться, чтобы доказать свою избранность.
Сераф убеждается в том, что Нео — избранный, и через белый коридор со множеством дверей (лазейка в программе) приводит его туда, где находится Пифия. Она подтверждает, что она, как и многое в Матрице, — программа, но не желает, чтобы её стирали, и поэтому противодействует Матрице. Нео узнаёт, что ему нужно пробраться в Главный Компьютер, чтобы закончить войну. Для этого им нужен Мастер ключей, которого пленила одна опасная и очень старая программа — Меровинген.
Пифия уходит в белый коридор, так как Сераф сообщает о приближающейся опасности, и Нео остаётся один. Он должен покинуть это место другим путём, но в этот момент появляется Смит. Смит объясняет, что Нео изменил его программу, дав ему возможность самокопирования и что отныне он стал свободной, неподконтрольной Матрице программой. Появляются несколько копий Смита. Они хватают Нео и пытаются превратить его в копию, но тот вырывается и вступает в бой с огромной толпой копий. Поняв, что ему не победить, Нео улетает.
Нео, Морфеус и Тринити приходят к Меровингену, но он отказывается отдать им Мастера Ключей. Жена Меровингена Персефона, оскорблённая изменой мужа, помогает им в обмен на поцелуй Нео. Она убивает одного из охранников, а другого посылает сообщить Меровингену о том, что она сделала. Персефона проводит героев к Мастеру Ключей, но наверху их встречает Меровинген с десятью охранниками. Меровинген приказывает двум Близнецам, которые могут превращаться в призраков, схватить Мастера. Нео приказывает друзьям бежать за Мастером, а сам остаётся. Люди Меровингена поливают его очередями, но Нео останавливает пули. Охранники разбирают холодное оружие, происходит сражение. Нео расправляется с охранниками, Меровинген заявляет, что пережил его предшественников и переживёт его самого, после чего выходит в дверь. Нео спешит за ним, но дверь приводит его на террасу дома в горах. Близнецы догоняют Тринити и Морфеуса, один из них хватает Тринити и приставляет к её горлу бритву. Морфеус пускает пулю ему в голову, заставляя его превратиться в призрака, благодаря чему Тринити удаётся вырваться из его рук. Морфеус в одиночку сражается с обоими Близнецами. Мастер Ключей вскрывает машину, и они выезжают со стоянки. Один из Близнецов захлопывает дверь перед самым носом подоспевшего Нео. Нео распахивает дверь и снова оказывается на террасе горного дома.
Близнецы преследуют героев на шоссе, в погоню вмешиваются агенты. Морфеус убивает Близнецов, взорвав их в машине. Тринити залезает на крышу автотрейлера, где с помощью Мастера угоняет мотоцикл. Морфеус поднимается на крышу грузовика и подхватывает Мастера Ключей, но ему приходится вступить в бой с агентом. Агент захватывает управление грузовиком и ведёт его в лобовое столкновение, пытаясь убить Морфеуса и Мастера Ключей. Прилетевший Нео подхватывает Морфеуса и Мастера Ключей, унося их от взрывной волны.
Мастер Ключей рассказывает, что Источник находится в небоскрёбе на секретном этаже. Чтобы проникнуть туда, нужно отключить электричество в 27 кварталах города, уничтожив электростанцию и аварийный генератор, после чего у Нео будет всего 314 секунд, чтобы добраться до нужной двери. На помощь Морфеусу прибывают ещё два капитана с командами, готовые участвовать в этом безумном плане. Нео просит Тринити не входить в Матрицу, боясь исполнения своих видений.
Охотник уничтожает один из кораблей, пустив в него бомбу, вся команда погибает, не успев отключить электричество, план находится под угрозой срыва. Тринити, вопреки своему обещанию, входит в Матрицу и отключает электричество в нужных кварталах. Нео, Морфеус и Мастер открывают дверь и заходят в белый коридор, где встречают Смита с его копиями. Нео и Морфеус вступают в бой со Смитами, а Мастер Ключей уходит в боковую дверь, чтобы обойти агентов и открыть нужную дверь. Нео разбрасывает Смитов и летит с Морфеусом к нужной двери. Мастер успевает захлопнуть дверь перед шквалом пуль Смита, получая смертельные ранения. Умирающий Мастер успевает отдать Нео ключ от Источника и указать Морфеусу дверь, через которую он сможет покинуть мир Матрицы.
Нео входит в Источник и встречает там Архитектора, создателя Матрицы. Последний заявляет Нео, что пророчество — фикция, сделанная лишь для того, чтобы спасти человечество от гибели. Машины уничтожали Зион уже пять раз. Задача Избранного с точки зрения машин заключалась в том, чтобы загрузить обновление для Матрицы, вживлённое ему в мозг, затем отобрать 23 человека (12 женщин и 11 мужчин) для продолжения человеческого рода вне Матрицы и создания нового Зиона, после чего произвести перезагрузку Матрицы. Архитектор показывает Тринити, вступившую в схватку с агентом, из которой она не выйдет живой. Архитектор предлагает Нео выбор: смириться с гибелью Тринити и перезагрузить Матрицу, спасая тем самым человечество, или спасти Тринити, но в этом случае уничтожение Зиона вкупе с гибелью людей, подключённых к Матрице, приведёт к тотальному вымиранию человечества. Нео спешит на помощь Тринити. Агент пускает пулю ей в сердце, но Нео удаётся спасти свою любимую.
На «Навуходоносоре» Нео рассказывает всё Морфеусу, который понимает, что всё, во что он верил, было ложью. Охотник пускает бомбу в корабль, но команда успевает его покинуть перед взрывом. Неожиданно Нео начинает чувствовать охотников и уничтожает их непонятным для себя способом, после чего теряет сознание.
Морфеуса и его команду подбирает корабль «Хаммер», команда сообщает, что атака на армию машин, спланированная командором Локом, провалилась. Кто-то раньше времени выстрелил из электромагнитной пушки, выведя из строя корабли, после чего Охотники буквально устроили бойню. Команда «Хаммера» нашла на поле боя только одного выжившего. Им оказался тот самый Бэйн, в которого вселился Смит.
Окончание следует в фильме «Матрица: Революция».

## В ролях
| Актёр                   | Роль                   |
| ----------------------- | ---------------------- |
| Киану Ривз              | Нео / Томас Андерсон   |
| Лоренс Фишберн          | Морфеус                |
| Кэрри-Энн Мосс          | Тринити                |
| Хьюго Уивинг            | Смит                   |
| Глория Фостер           | Пифия                  |
| Хельмут Бакайтис        | Архитектор             |
| Гарольд Перрино-младший | Линк                   |
| Ламбер Вильсон          | Меровинген             |
| Моника Беллуччи         | Персефона              |
| Гарри Ленникс           | Командор Джейсон Лок   |
| Джада Пинкетт-Смит      | Ниоба                  |
| Эдриан Рэймент          | Близнец № 2            |
| Нил Рэймент             | Близнец № 1            |
| Синг Нгай               | Сераф (как Коллин Чоу) |
| Даниэл Бернхардт        | Агент Джонсон          |
| Нона Гэй                | жена Линка Зи          |

| Актёр             | Роль                                   |
| ----------------- | -------------------------------------- |
| Дэвид Килд        | Агент Джексон                          |
| Рэндалл Дук Ким   | Мастер ключей                          |
| Мэтт МакКолм      | Агент Томпсон                          |
| Йен Блисс         | Бэйн                                   |
| Джина Торрес      | Кэс                                    |
| Энтони Вон        | Призрак                                |
| Женевьева О’Райли | Офицер Уирц                            |
| Энтони Зерб       | Член совета Хаманн                     |
| Корнел Уэст       | Член совета Вест                       |
| Клэйтон Уотсон    | Парень                                 |
| Стив Бастони      | Капитан корабля «Вигилант» Сорен       |
| Рой Джонс         | Капитан корабля «Кадуцей» Баллард      |
| Дэвид Робертс     | Капитан корабля «Хаммер» Роланд        |
| Эсси Дэвис        | Медик корабля «Хаммер» Мэгги           |
| Роберт Маммоне    | Оператор корабля «Хаммер» Ак (Э-Кей)   |
| Ли Уэннелл        | Член экипажа корабля «Вигилант» Аксель |

## Прокат и кассовые сборы
«Перезагрузка» собрала 24,5 миллиона долларов в первый же день в США — новый рекорд, поставленный ранее «Человеком-пауком». Всего фильм собрал 281 миллион долларов в США и 460 миллионов долларов в мире.
- Австралия — 15 мая 2003 года — 22 070 814 $
- Австрия — 22 мая 2003 года — 5 034 147 $
- Аргентина — 22 мая 2003 года — 3 940 157 $
- Болгария — 25 мая 2003 года — 490 443 $
- Великобритания — 23 мая 2003 года — 53 881 317 $
- Греция — 23 мая 2003 года — 3 532 000 $
- Египет — 11 февраля 2004 года — 22 249 $
- Испания — 23 мая 2003 года — 19 415 251 $
- Италия — 23 мая 2003 года — 16 880 743 $
- Мексика — 22 мая 2003 года — 12 902 350 $
- Нидерланды — 15 мая 2003 года — 7 679 057 $
- Германия — 22 мая 2003 года — 35 148 026 $
- Новая Зеландия — 16 мая 2003 года — 3 742 472 $
- Норвегия — 23 мая 2003 года — 3 650 247 $
- Польша — 23 мая 2003 года — 6 443 448 $
- Китайская Республика — 16 мая 2003 года — 2 324 450 $
- Турция — 16 мая 2003 года — 5 253 049 $
- Венгрия — 22 мая 2003 года — 996 148 $
- Россия/ Украина и другие страны СНГ — 22 мая 2003 года — 11 620 000 $
- Финляндия — 21 мая 2003 года — 2 742 460 $
- Чехия — 21 мая 2003 года — 1 670 276 $
- Чили — 20 мая 2003 года — 1 919 960 $
- Япония — 7 июня 2003 года — 86 327 682 $

### Оценка
«Матрица: Перезагрузка» получила в основном позитивные отзывы, некоторые критики уверены, что «Перезагрузка» в несколько раз лучше первой «Матрицы», однако в целом фильм был воспринят прохладнее первой части. Его рейтинг на Rotten Tomatoes составляет 73 % положительных рецензий со средним баллом 6,8/10. «Матрица: Перезагрузка» вошла в список 25 худших сиквелов в истории по версии журнала Entertainment Weekly.
Критики хвалят постановку сцен действия и интеллектуальность фильма, однако ругают за чрезмерное количество экспозиционных диалогов, сюжетные дыры, плохо прописанных персонажей и клиффхэнгер.
Фильм был запрещён в Египте, потому что в нём затрагиваются «религиозные темы».

## Награды
В 2004 году Киану Ривз получил премию «World Stunt Awards» за исполнение трюков в этом фильме (как и за фильм «Матрица: Революция»).
Фильм получил 5 премий и 17 номинаций, а также 1 номинацию на антипремию «Золотая малина»:
- 2003 — номинация на премию «Золотой анонс» в категории «лучший поединок»
- 2003 — номинация на премию «Золотой анонс» в категории «лучшее озвучивание»
- 2003 — премия «Выбор молодых» (Teen Choice Award) в категории «выбор кинофильма»
- 2003 — номинация на премию «Выбор молодых» (Teen Choice Award) в категории «выбор киноактёра» (Киану Ривз)
- 2003 — номинация на премию «Выбор молодых» (Teen Choice Award) в категории «выбор актрисы» (Джед Пинкетт Смит)
- 2003 — номинация на премию «Выбор молодых» (Teen Choice Award) в категории «выбор коммуникативной звезды в кино» (Моника Беллуччи)
- 2003 — номинация на премию «Выбор молодых» (Teen Choice Award) в категории «выбор поединка в кино»
- 2003 — номинация на премию «Кино-лицо жанра будущего» (Cinescape Genre Face of the Future Award) в категории «женщина» (Моника Беллуччи)
- 2004 — номинация на премию «Кино-лицо жанра будущего» (Cinescape Genre Face of the Future Award) в категории «мужчина» (Клейтон Уотсон (Clayton Watson))
- 2004 — премия «BMI Film Music Award» (Дон Дэвис)
- 2004 — номинация на премию «Чёрная бобина» (Black Reel) в категории «Фильм: лучшая актриса второго плана» (Глория Фостер)
- 2004 — номинация на премию «MTV Movie Award» в категории «лучший бой» (Киану Ривз, Хьюго Уивинг)
- 2004 — номинация на премию «MTV Movie Award» в категории «лучший поцелуй» (Киану Ривз, Моника Беллуччи)
- 2004 — номинация на премию «MTV Movie Award» (Мексика) в категории «сексуальный герой» (Киану Ривз)
- 2004 — номинация на премию «Золотая бобина» (Golden Reel Award) в категории «лучшая звукорежиссура семейного фильма» (Дэйн Э. Дэвис, Том Бреннан, Джулия Эвершад, Эрик Линдерманн, Майкл Эдвард Джонсон, Эндрю Лаки, Марк Ларри, Ричард Эдриан, Майкл У. Митчелл)
- 2004 — номинация на премию «Золотая малина» в категории «худший режиссёр» (Энди Вачовски, Ларри Вачовски)
- 2004 — премия «VES Award» Общества создателей визуальных эффектов (Visual Effects Society) в категории «лучший одиночный визуальный эффект года в любой среде» (Джон Гаета, Дон Гласс, Эдриан Де Вет, Грег Джаби)
- 2004 — премия «VES Award» Общества создателей визуальных эффектов" (Visual Effects Society) в категории «лучшие фотографические визуальные эффекты в кинофильме» (Ким Лайбрери, Георгий Борсуков, Пол Райан, Джон Гаета)
- 2004 — премия «Телец» (Taurus Award) в категории «лучшее исполнение трюка женщиной-каскадёром» (Дебби Эванс) — [Виражи на переполненной скоростной автостраде в сцене погони, а также прыжок на мотоцикле с автротрейлера]
- 2004 — номинация на премию «Телец» (Taurus Award) в категории «лучший поединок» (Оушен Элам, Тайгер Ху Чен[англ.], Дэвид Лейтч, Брэд Мартин, Дэвид Но[англ.], Чед Стахелски, Маркус Янг) — [Поединок в замке у Меровингена у винтовой лестницы]
- 2004 — номинация на премию «Телец» (Taurus Award) в категории «лучшее исполнение законченного трюка женщиной-каскадёром» (Дебби Линн Росс) — [Сцена во время погони, когда чёрный «Кадиллак» переворачивается и взлетает в воздух, а под ним проскакивает серебристый «седан»]
- 2004 — номинация на премию «Телец» (Taurus Award) в категории «лучшая координация трюков в кинофильме» (Гленн Босуэлл, Дэвид Р. Эллис, Р. А. Ронделл)
- 2005 — номинация на премию «Golden Satellite Award» в категории «лучший киносериал»

## Пародии
- На MTV Movie Awards 2003 был показан фильм под названием MTV Movie Awards Reloaded, в котором снялись Джастин Тимберлейк, Шон Уильям Скотт и Уилл Феррелл. В создании фильма использовались фрагменты «Перезагрузки». Там в шуточной форме Тимберлейк, Скотт и Феррелл разыграли «Большую драку».
- Пародия маньяка из фильма «Крик» в фильме «Очень страшное кино» уклоняется от тарелок так же, как Нео от пуль.
- Пифия, Морфеус и Архитектор также пародируются в «Очень страшном кино 3».
- G.O.R.A. также пародирует «Перезагрузку» вместе с другими фантастическими фильмами, вроде «Звёздных войн» и «Пятого элемента».